# Cucullia formosa
Cucullia formosa là một loài bướm đêm trong họ Noctuidae.